# Liste der Bodendenkmäler in Nußdorf (Chiemgau)
Auf dieser Seite sind die Bodendenkmäler in der oberbayerischen Gemeinde Nußdorf zusammengestellt. Diese Tabelle ist eine Teilliste der Liste der Bodendenkmäler in Bayern. Grundlage ist die Bayerische Denkmalliste, die auf Basis des Bayerischen Denkmalschutzgesetzes vom 1. Oktober 1973 erstmals erstellt wurde und seither durch das Bayerische Landesamt für Denkmalpflege geführt wird. Die folgenden Angaben ersetzen nicht die rechtsverbindliche Auskunft der Denkmalschutzbehörde.

## Bodendenkmäler der Gemeinde

### Bodendenkmäler in der Gemarkung Nußdorf
| Lage                           | Objekt | Akten-Nr.     | Bild           |
| ------------------------------ | --- | ------------- | -------------- |
| Nußdorf (Standort)             | Verebnete Grabhügel vorgeschichtlicher Zeitstellung. Siehe auch: Hügelgrab                                                                             | D-1-8041-0105 |                |
| Nußdorf (Standort)             | Siedlung vor- und frühgeschichtlicher Zeitstellung. | D-1-8041-0106 |                |
| Nußdorf (Standort)             | Siedlung und Opferplatz der späten Hallstattzeit. Siehe auch: Hallstattzeit                                                                            | D-1-8041-0127 |                |
| Nußdorf Dorfplatz 3 (Standort) | Untertägige mittelalterliche und frühneuzeitliche Befunde im Bereich der Katholischen Pfarrkirche St. Laurentius in Nußdorf und ihrer Vorgängerbauten. | D-1-8041-0208 | weitere Bilder |
| Nußdorf (Standort)             | Verebneter Grabhügel vorgeschichtlicher Zeitstellung.                                                                                                  | D-1-8041-0264 |                |

### Bodendenkmäler in der Gemarkung Sondermoning
| Lage                    | Objekt | Akten-Nr.     | Bild |
| ----------------------- | --- | ------------- | ---- |
| Sondermoning (Standort) | Viereckschanze der späten Latènezeit. Siehe auch: Viereckschanze, Latènezeit | D-1-8041-0057 |      |
| Sondermoning (Standort) | Abgegangenes Hofmarkschloss des späten Mittelalters und der frühen Neuzeit (Schloss Neuenamerang bei Sondermoning). Siehe auch: Mittelalter, Neuzeit, Schloss Neuamerang, Sondermoning | D-1-8041-0176 |      |
| Sondermoning (Standort) | Untertägige mittelalterliche und frühneuzeitliche Befunde im Bereich der Katholischen Filialkirche St. Nikolaus und Johannes der Täufer in Sondermoning und ihrer Vorgängerbauten.     | D-1-8041-0214 |      |